# Estación de Palacio de Congresos (Metrovalencia)
Palau de Congressos es una estación de la línea 4 de Metrovalencia. Fue inaugurada el 21 de mayo de 1994. Se encuentra en la calle de la Florista frente al número 170. Esta estación no abarca un gran núcleo de población, ya que tiene demasiado cerca las estaciones vecinas de Florista y Empalme. Su función principal es la de dar servicio al Palacio de Congresos de la ciudad de Valencia.